# Sergueï Komarov
Pour les articles homonymes, voir Komarov.
Sergueï Komarov (en russe : Сергей Петрович Комаров), né le 2 mars 1891 à Viazniki (Empire russe) et mort le 23 décembre 1957 à Moscou, est un acteur soviétique, aussi réalisateur.

## Biographie
Il débute dans la réalisation en 1927 avec un film atypique, Le Baiser de Mary Pickford, conçu avec des extraits de documentaires d'actualité tournés pendant la visite de l'actrice américaine Mary Pickford à Moscou, selon les principes du « Laboratoire expérimental ».

## Filmographie

### En tant qu'acteur (sélection )
- 1924 : Les Aventures extraordinaires de Mr West au pays des bolcheviks (Необычайные приключения мистера Веста в стране большевиков) de Lev Koulechov
- 1925 : Le Rayon de la mort de Lev Koulechov et Vsevolod Poudovkine
- 1926 : Miss Mend de Boris Barnet et Fedor Ozep
- 1926 : Dura lex de Lev Koulechov
- 1927 : La Fin de Saint-Pétersbourg de Vsevolod Poudovkine
- 1928 : La Poupée aux millions (en russe : Kukla s millionami) de lui-même
- 1928 : La Maison de la place Troubnaia de Boris Barnet
- 1933 : Le Faubourg (Okraïna) de Boris Barnet
- 1936 : Le Voyage cosmique de Vassili Zouravlev
- 1936 : Au bord de la mer bleue de Boris Barnet
- 1940 : Les Sibériens (Сибиряки) de Lev Koulechov : Térenti
- 1943 : Nous, de l'Oural ou Nous venons de l'Oural (Мы с Урала) de Lev Koulechov et Alexandra Khokhlova
- 1948 : La Jeune Garde (Молодая гвардия) de Sergueï Guerassimov : médecin
- 1955 : La Cigale de Samson Samsonov

### En tant que réalisateur
- 1927 : A Kiss from Mary Pickford (en russe : Мэри Пикфорд - Potseluy Meri Pikford) [aussi scénariste]
- 1928 : La Poupée aux millions (en russe : Kukla s millionami)